# En busca de un milagro
En busca de un milagro (título original en inglés: Saint Ralph) es una película dramática canadiense escrita y dirigida por Michael McGowan. Su personaje central es un adolescente que se entrena para la Maratón de Boston de 1954 con la esperanza de que su victoria será un milagro suficiente para despertar a su madre de un coma.
La película se estrenó en el Festival Internacional de Cine de Toronto en 2004 y se estrenó en cines en 2005.

## Argumento
La historia se centra en Ralph Walker, un adolescente que asiste a una escuela católica privada. Su padre murió en la Segunda Guerra Mundial y su madre está hospitalizada con una enfermedad no identificada. Ralph es naturalmente propenso al mal y, a menudo se encuentra como un paria entre sus compañeros de clase. Usualmente intenta emular la conducta de los adultos, motivo por el cual es atrapado fumando cigarrillos y posteriormente masturbándose en la piscina por el director de la escuela, el Padre Fitzpatrick. Debido a su conducta, considerada problemática, Ralph es obligado por el Padre Fitzpatrick a unirse al equipo de atletismo de la escuela para "acabar con su exceso de energía".
Cuando la madre de Ralph cae en un estado de coma se le dice que solo un milagro podrá hacer que ella sobreviva. En una plática con el entrenador, el Padre Hibbert, quien era un corredor de maratón de clase mundial el cual se vio obligado a retirarse por una lesión en la rodilla, afirma que sería un milagro que un miembro del equipo escolar ganara la maratón nacional de Boston, Ralph decide entrenar para la maratón con la esperanza de que con su victoria se cumpliría el milagro que se necesita para salvar la vida de su madre.
En un inicio Ralph ni siquiera podía mantener el ritmo de sus compañeros de equipo, decide leer libros para aprender acerca del atletismo y mejora poco a poco con lo que va aprendiendo. El Padre Hibbert decide entrenarlo a pesar de la desaprobación del padre Fitzpatrick. Ralph comienza a ganarse el respeto de sus compañeros de clase, y finalmente, gana la atención de los medios de comunicación locales cuando gana una carrera regional muy reconocida.
Cuando el padre Fitzpatrick se entera de que Ralph tiene la intención de correr en la maratón de Boston, lo amenaza con expulsarlo si participa, así como amenaza al Padre Hibbert con retirarlo del sacerdocio si trata de interferir. Tanto él como el padre Hibbert desafían al padre Fitzpatrick y decide ir a Boston. Ralph termina ganando el segundo lugar después de un duelo muy reñido con el ganador de la carrera del año anterior. Al final le da la medalla a su madre la cual despierta del coma.

## Producción
La película fue filmada en Cambridge, Hamilton y Toronto.
La canción "Hallelujah" de Leonard Cohen se lleva a cabo por Gord Downie.
Después de su estreno en el Festival Internacional de Toronto, la película fue exhibida en el Portland International Film Festival, en el Festival du Film d'Aventures de Valenciennes y el Festival de Cine de París antes de ser estrenada en Canadá el 8 de abril de 2005.
Cuando la madre de Ralph cae en un estado de coma se le dice que solo un milagro para ella para sobrevivir. En una plática con el entrenador, el Padre Hibbert, quien era un corredor de maratón de clase mundial hasta que se vio obligado a retirarse por una lesión en la rodilla, este afirma que sería un milagro que miembro del equipo escolar ganara el maratón nacional de Boston, Ralph decide entrenar para el maratón en la esperanza de que con su victoria se cumpliría el milagro que se necesita para salvar la vida de su madre.
En un inicio Ralph ni siquiera podía mantener el mismo ritmo de sus compañeros de equipo, decide leer libros para aprender acerca de la ejecución del atletismo y mejora poco a poco con lo que va aprendiendo. El Padre Hibbert decide entrenarlo a pesar de la desaprobación del padre Fitzpatrick. Ralph comienza a ganarse el respeto de sus compañeros de clase, y, finalmente, gana la atención de los medios de comunicación locales cuando gana una carrera regional muy reconocida.

## Reparto
| Adam Butcher     | Ralph Walker         |
| Campbell Scott   | Padre George Hibbert |
| Gordon Pinsent   | Padre Fitzpatrick    |
| Jennifer Tilly   | Enfermera Alice      |
| Shauna MacDonald | Emma Walker          |
| Tamara Hope      | Claire Collins       |
| Michael Kanev    | Chester Jones        |

## Recepción de la crítica
En su reseña en el New York Times, Stephen Holden dijo: "Es fuente de inspiración, lacrimógena, es tan dulce como un plato de avena instantánea ahogado en melaza". Sean Axmaker del Seattle Post-Intelligencer dijo: "convencional, el drama es conmovedor, no se le escapa un cliché. " Y añadió: "Está bien dirigido ... y el detalle de la época en forma discreta se suma al encanto, pero la ruta es dolorosamente familiar y los obstáculos son tan artificiales como las actuaciones torpes. La excepción es Scott, cuya sensibilidad a su vez como un sacerdote inspirado en la convicción de Ralph y da el compromiso a la película, un toque de gracia a costa de revelar la dirección monótona McGowan de todo otro actor. Sin embargo, hay algo inherente en el despertar en el final, no importa que tan trillada, como si su condena en última instancia lleva a cabo su propia en contra de los clichés ".
En el Austin Chronicle, Marrit Ingman da a la película dos estrellas y lo llamó "muy convencional en sus caracterizaciones y la narrativa." Y añadió: "La película tiene dos cosas a su favor (además de Tilly en un uniforme de enfermera). Uno de ellos es el aplomo del paso ligero, soleado. Brilla la derecha a lo largo de montajes alegres y escenas abreviadas, dividido por intertítulos que anuncian las fiestas de los santos. El segundo es Adam Butcher, que parece ser algo así como el masculino de Amanda Bynes en Canadá: ridículo y auténticamente joven, pero muy seguro en la pantalla... La película no lo va a catapultar a la fama internacional, pero él tiene ayuda para vender su curiosa lógica y drama´´

## Premios y nominaciones
- Premio Genie a la Mejor Película (candidato)
- Premio Genie a la Mejor Interpretación por un Actor en un Papel Protagónico (Butcher Adán, candidato)
- Premio Genie a la Mejor Interpretación por un Actor en un Papel Secundario (Campbell Scott y Gordon Pinsent, los nominados)
- Premio Genie al Mejor Logro en Diseño de Vestuario (Anne Dixon, candidato)
- Canadá Screenwriting Award a la Mejor Película (Michael McGowan, ganador)
- Sociedad Canadiense de Directores de Fotografía Premio a la Mejor Fotografía en una función teatral (René Ohashi, candidato)
- Sindicato de Directores de Canadá Premio al Logro Sobresaliente en Dirección de una película (Michael McGowan, ganador )
- Sindicato de Directores de la concesión de Canadá para el Aprovechamiento del Equipo Sobresaliente en una Película Familiar ( ganador )
- Gremio de Directores de Canadá Premio al Logro Sobresaliente en Diseño de Producción para un largometraje (Matthew Davies, candidato)
- Festival de Cine de Londres de Canadá Premio del Público ( ganador )
- París, Festival de Cine de Grand Prix Award ( Ganador )
- Young Artist Award a la Mejor Película Internacional de Función Familiar ( ganador )
- Young Artist Award por Mejor Actuación en una Película por un joven actor principal (Adam Butcher, candidato)
- Young Artist Award por Mejor Actuación en una Película por un joven actor de reparto (Michael Kanev, candidato)